# Jacoba van den Brande
Jacoba van den Brande (prononcé en néerlandais : [jaːˈkoːbaː vɑn dɛn ˈbrɑndə] ; 4 juillet 1735 - 14 août 1794) est une personnalité du monde de la culture et des sciences néerlandaise. Elle préside la première académie de sciences exclusivement féminine au monde, la Physics Society of Women, à Middelburg.

## Vie et carrière
Jacoba van den Brande naît le 4 juillet 1735 à Middelburg aux Pays-Bas. Elle est la fille de Johan Pieter van den Brande (1707-1758) et de Mary Heron Berg (1707-1775), tous deux issus d'éminentes familles zélandaises,.   
Jacoba Van den Brande épouse en 1760 Johan Adriaen van de Perre (1738-1790), membre des États Généraux de 1768 à 1779. Ils n'auront pas d'enfants. Brande hérite d'une grande fortune familiale et son époux dispose de hauts revenus. Ils vivent à De Commanderij, une maison prestigieuse à Hofburg Middelburg. Pieuse et discrète, elle s'efface devant son époux, passionné de science et d'éducation. Il semble toutefois que van de Perre la consulte régulièrement sur ses projets, notamment the Musaeum Medioburgens. 
Elle devient la bienfaitrice de nombreuses académies et sociétés et devient célèbre pour cela. En 1785, van de Perre fonde, sans doute sous l'inspiration de Brande, la première académie de sciences exclusivement féminine au monde, la Physics / Natural History Society of Women à Middelburg Natuurkundig Genootschap der Dames (nl). Brande en devient la première présidente. Au décès de son mari, Brande poursuit les projets scientifiques et artistiques qu'il menait. Elle met à la disposition des musées l'imposante collection d'ouvrages et d'instruments scientifiques qu'il a collectés.  
Jacoba Van den Brande meurt le 14 août 1794, à l'âge de 59 ans, à Middelburg, sa ville natale. Elle est enterrée dans la tombe de son mari dans l'Oude ou St. Pieterskerk (démoli en 1834) en face de sa maison. Ses trois nièces héritent de plus d'un million et demi de florins. Les Archives zélandaises sont hébergées à De Commanderij.